# Sarah Rijkes
Sarah Rijkes (* 2. April 1991 in Waidhofen an der Ybbs) ist eine österreichische Radrennfahrerin.

## Sportliche Laufbahn
Zum Radsport kam Sarah Rijkes durch ihren Vater, der aus den Niederlanden stammt und selbst Radrennen bestritten hatte.  Als 15-Jährige startete sie bei ihrem ersten Rennen.
2013 fiel sie nach einem Sturz im Mai bis September verletzungsbedingt aus. 2014 erhielt die Niederösterreicherin ihren ersten Profi-Vertrag bei einem Team und mehrfach stand Rijkes bei österreichischen Straßenmeisterschaften in der Junioren- und U23-Klasse auf dem Podium. 2016 wechselte sie vom belgischen Team Lotto Soudal zum ebenfalls belgischen Rennstall Lares-Waowdeals. 2018 wurde sie österreichische Staatsmeisterin im Straßenrennen, nachdem sie schon 2016 Rang drei belegt hatte.
In der Saison 2019 wechselte Sarah Rijkes zum Ceratizit-WNT Rotor Pro Cycling Team. Im Mai wurde sie im Rahmen der „Tour de Kärnten“ am Ossiachersee Dritte bei der Staatsmeisterschaft im Einzelzeitfahren, hinter Anna Kiesenhofer und Manuela Hartl. 2020 wurde sie nationale Vize-Meisterin im Straßenrennen.

## Persönliches
Sarah Rijkes hat Biologie, Englisch und Sport auf Lehramt studiert.

## Ehrungen
- Im Dezember 2018 wurde Sarah Rijkes mit dem Ehrenpreis Abua ihres Heimatortes Waidhofen ausgezeichnet.[4]

## Erfolge
2018
- Österreichische Staatsmeisterin – Straßenrennen